# The Menzingers
The Menzingers is een Amerikaanse punkband afkomstig uit Scranton (Pennsylvania) die is opgericht in 2006. De band bestaat uit zanger en gitarist Greg Barnett, zanger en gitarist Tom May, basgitarist Eric Keen en drummer Joe Godino. The Menzingers heeft tot op heden zeven studioalbums laten uitgeven, waarvan de laatste, getiteld From Exile, in september 2020.

## Geschiedenis

### Debuut en beginperiode (2006-2012)
The Menzingers werd opgericht na het uiteenvallen van de ska-punk en poppunkbands Bob and the Sagets (met onder andere Tom May, Joe Godino en Eric Keen) en Kos Mos (met Greg Barnett). De eerste uitgave van de band was een demotape in 2006. Het debuutalbum A Lesson in the Abuse of Information Technology werd geproduceerd door Jesse Cannon en uitgegeven op 30 juli 2007 via Go-Kart Records.
In 2009 werd de ep Hold On Dodge uitgegeven via Red Scare Industries. De ep was de eerste uitgave van de band die op vinyl verscheen. Op 13 april 2010 werd het tweede studioalbum van The Menzingers, getiteld Chamberlain Waits, uitgegeven via Red Scare Industries.
Op 17 mei 2011 maakte de band bekend dat het een contract bij het platenlabel Epitaph Records had getekend. Dit werd gevolgd met de uitgave van het derde studioalbum van de band, getiteld On the Impossible Past, dat op 20 februari 2012 via Epitaph Records werd uitgegeven. Er werd tevens een videoclip gemaakt voor het nummer "Nice Things."

### Rented Worlden verdere activiteiten (2013-heden)
In november 2013 werd er een splitalbum van The Menzingers en The Bouncing Souls uitgegeven. Beide bands coverden een nummer van elkaar. Op 29 november 2013, tijdens een optreden in de Bowery Ballroom, maakte Greg Barnett bekend dat de band net klaar was met het opnemen van een nieuw studioalbum. Het album was getiteld Rented World en werd uitgegeven op 22 april 2014. Er werd eerder al een videoclip uitgebracht voor het nummer "In Remission" op 18 februari 2014.
Het vijfde studioalbum van The Menzingers werd uitgegeven op 3 februari 2017 via Epitaph Records. De uitgave werd gevolgd door een tournee door de Verenigde Staten samen met enkele supportbands. Het jaar daarop volgde de singles "Toy Soldier" en "The Freak", en in 2019 werd het zesde studioalbum Hello Exile aangekondigd, dat in oktober dat jaar werd uitgegeven. Op 5 augustus 2020 werd het studioalbum From Exile aangekondigd, een akoestische versie van Hello Exile. Het album volgde op 25 september dat jaar.

## Leden
- Greg Barnett - gitaar, zang
- Tom May - gitaar, zang
- Eric Keen - basgitaar
- Joe Godino - drums

## Discografie
| Studioalbums - A Lesson in the Abuse of Information Technology (2007) - Chamberlain Waits (2010) - On the Impossible Past (2012) - Rented World (2014) - After the Party (2017) - Hello Exile (2019) - From Exile (2020) | Ep's - Hold On Dodge (2009) - I Was Born (2010) - On the Possible Past (2012) - Electric Split (split met The Bouncing Souls, 2013) - Covers (2017) |